# Corbera de Llobregat
|  | Per a altres significats, vegeu «Corbera (desambiguació)». |

Corbera de Llobregat és un municipi que pertany a la comarca del Baix Llobregat. És situat al marge dret del riu Llobregat, a uns 342 metres d'altitud sobre el nivell del mar i a uns 24 quilòmetres al nord de la capital Barcelona, té una superfície de 18,44 quilòmetres quadrats estenent-se des del Puig d'Agulles i la Creu de l'Aragall fins aigües avall de la riera de Sant Joan o Corbera quan va cap al riu Llobregat a l'indret de la Roca del Droc.

## Geografia
- Llista de topònims de Corbera de Llobregat (Orografia: muntanyes, serres, collades, indrets..; hidrografia: rius, fonts...; edificis: cases, masies, esglésies, etc).

El terme municipal de Corbera està envoltat per les següents poblacions: Gelida, Castellbisbal, Castellví de Rosanes, Sant Andreu de la Barca, Pallejà, La Palma de Cervelló i Cervelló.
La vila de Corbera de Llobregat, a vint-i-cinc quilòmetres de Barcelona, a la comarca del Baix Llobregat, situada a la vora dreta del riu que li dona nom, té una superfície de 18,36 km² i s'estén des del Puig d'Agulles i la Creu de l'Aragall fins aigües avall de la riera de Sant Joan o de Corbera quan desguassa al Llobregat en l'indret de la Roca de Droc. Els seus límits, doncs, són al NE el municipi de Castellbisbal mitjançant el riu Llobregat; a tramuntana o nord els termes municipals de Castellví de Rosanes i de Gelida; a ponent el terme municipal de Cervelló i a llevant el de Sant Andreu de la Barca, Pallejà i La Palma.
El municipi en el seu punt més alt, es troba a una altitud de 342 m sobre el nivell del mar i comprèn tota la vall de la riera de Corbera i la capçalera de la de Rafamans. El seu territori és molt accidentat orogràficament pel massís del Garraf-Ordal i està cobert en bona part per extenses zones de bosc.
Trenta-una urbanitzacions resten repartides per tot el terme municipal de Corbera: Nucli Urbà, Ca n'Armengol, Can Canonge, Can Coll, Can Llopard, Can Lluís, Can Margarit, Can Montmany, Can Moriscot, Can Palet, Can Planes, Can Rigol, el Bonrepòs, el Mirador, els Herbatges, els Carsos, els Guixots, l'Amunt, la Casa Cremada, la Creu de l'Aragall, la Creu de l'Aragall Júnior, la Creu Nova, la Creu Sussalba, la Servera, la Soleia, les Cases Pairals, les Parretes, Mas d'en Puig, Sant Cristòfol, Santa Maria de l'Avall i Socies.

## Història

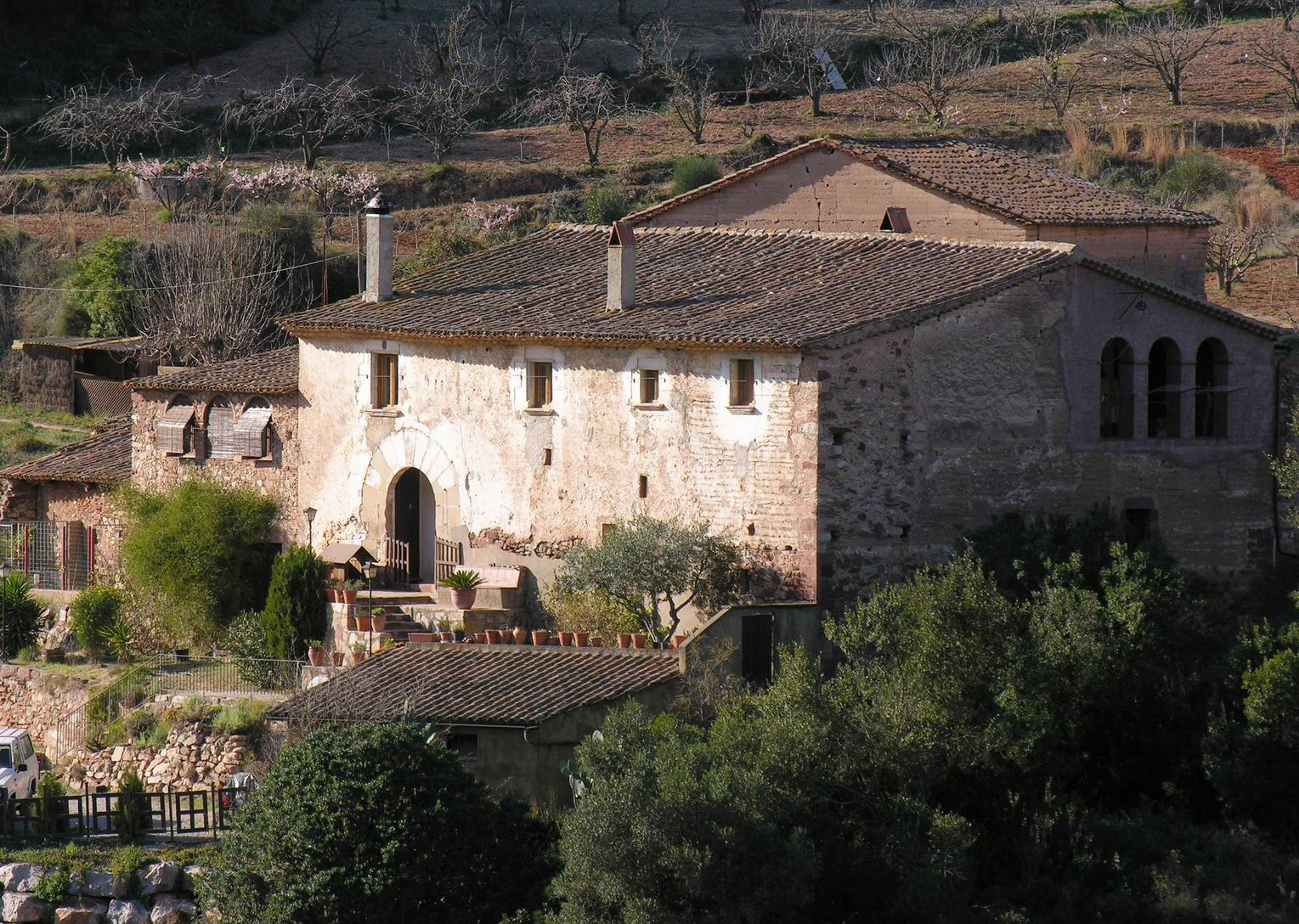
Can Bayona

### Corbera mil·lenària
Les primeres referències a Corbera són de l'any 992 en documents referents als límits del castell de Cervelló, tot i així, trobem els primers documents sobre el castell de Corbera al testament de Guillem de Mediona, propietari i senyor (any 1032).
De la capella de Santa Maria Magdalena en tenim constància des de l'any 1295.
El Monestir de Sant Ponç, tot ser-hi situat a Cervelló ha estat lligat socioeconòmicament i parroquialment a Corbera data del segle xi.

### Corbera de Llobregatseglexixi XX
Al segle xix totes les muntanyes de Corbera eren plantades de vinya, a prop dels cims encara es poden veure els marges de pedra i les barraques de pagès.
A finals del segle xix vingué la fil·loxera i es converteix en boscos i terrenys erms.
Es conserven els horts i els sembrats a les valls, i les masies. Prospera la fabricació de calç i apareixen moltes fàbriques de guix, la llenya per fer funcionar els forns deixen els boscos nets.
A finals del segle xx s'abandonen els conreus i para la producció de guix, torna a proliferar el bosc, però ara bruts i intransitables.

Les masies i els seus terrenys es converteixen en urbanitzacions.

### Conflicte de banderes
El 16 de gener del 2013, Corbera va saltar a la primera plana de l'actualitat política catalana quan es va publicar que la delegada del Govern d'Espanya a Catalunya, María de los Llanos de Luna Tobarra, havia interposat un recurs contenciós administratiu contra l'Ajuntament de Corbera de Llobregat per tal que posés la bandera espanyola a cinc instal·lacions municipals: el pavelló d'esports, la biblioteca, l'escola, el camp de futbol i la policia local. L'alcalde, Manel Ripoll, va explicar a l'ACN que se sentien "sorpresos, indignats i amb ràbia continguda" després d'haver atès la petició que se'ls va fer el 2009 i d'haver posat la bandera del municipi, la catalana, l'espanyola i l'europea a la façana del consistori, atenent la denúncia d'un veí.

## Demografia
| Entitat de població  | Habitants (2024) |
| Corbera de Llobregat | 15.783           |
| Font: Idescat        |                  |

| 1497 f | 1515 f | 1553 f | 1717 | 1787 | 1857 | 1877 | 1887 | 1900 | 1910  |
| ------ | ------ | ------ | ---- | ---- | ---- | ---- | ---- | ---- | ----- |
| 25     | 24     | 25     | 136  | 361  | 885  | 835  | 986  | 882  | 1.042 |

| 1920  | 1930  | 1940  | 1950  | 1960  | 1970  | 1981  | 1990  | 1992  | 1994  |
| ----- | ----- | ----- | ----- | ----- | ----- | ----- | ----- | ----- | ----- |
| 1.178 | 1.201 | 1.111 | 1.164 | 1.397 | 1.774 | 2.958 | 4.996 | 5.572 | 5.572 |

| 1996  | 1998  | 2000  | 2002   | 2004   | 2006   | 2008   | 2010   | 2012   | 2014   |
| ----- | ----- | ----- | ------ | ------ | ------ | ------ | ------ | ------ | ------ |
| 7.600 | 8.246 | 9.090 | 10.194 | 11.278 | 12.805 | 13.435 | 14.000 | 14.231 | 14.237 |

| 2016   | 2018   | 2020   | 2022   | 2024   | 2026 | 2028 | 2030 | 2032 | 2034 |
| ------ | ------ | ------ | ------ | ------ | ---- | ---- | ---- | ---- | ---- |
| 14.168 | 14.643 | 14.882 | 15.210 | 15.726 | -    | -    | -    | -    | -    |

## Administració
| Període     | Alcalde o alcaldessa                                                                                  | Partit polític | Data de possessió | Observacions |
| ----------- | --- | -------------- | ----------------- | ------------ |
| 1979–1983   | Josep Roig i Guim                                                                                     | CIU            | 19/04/1979        | --           |

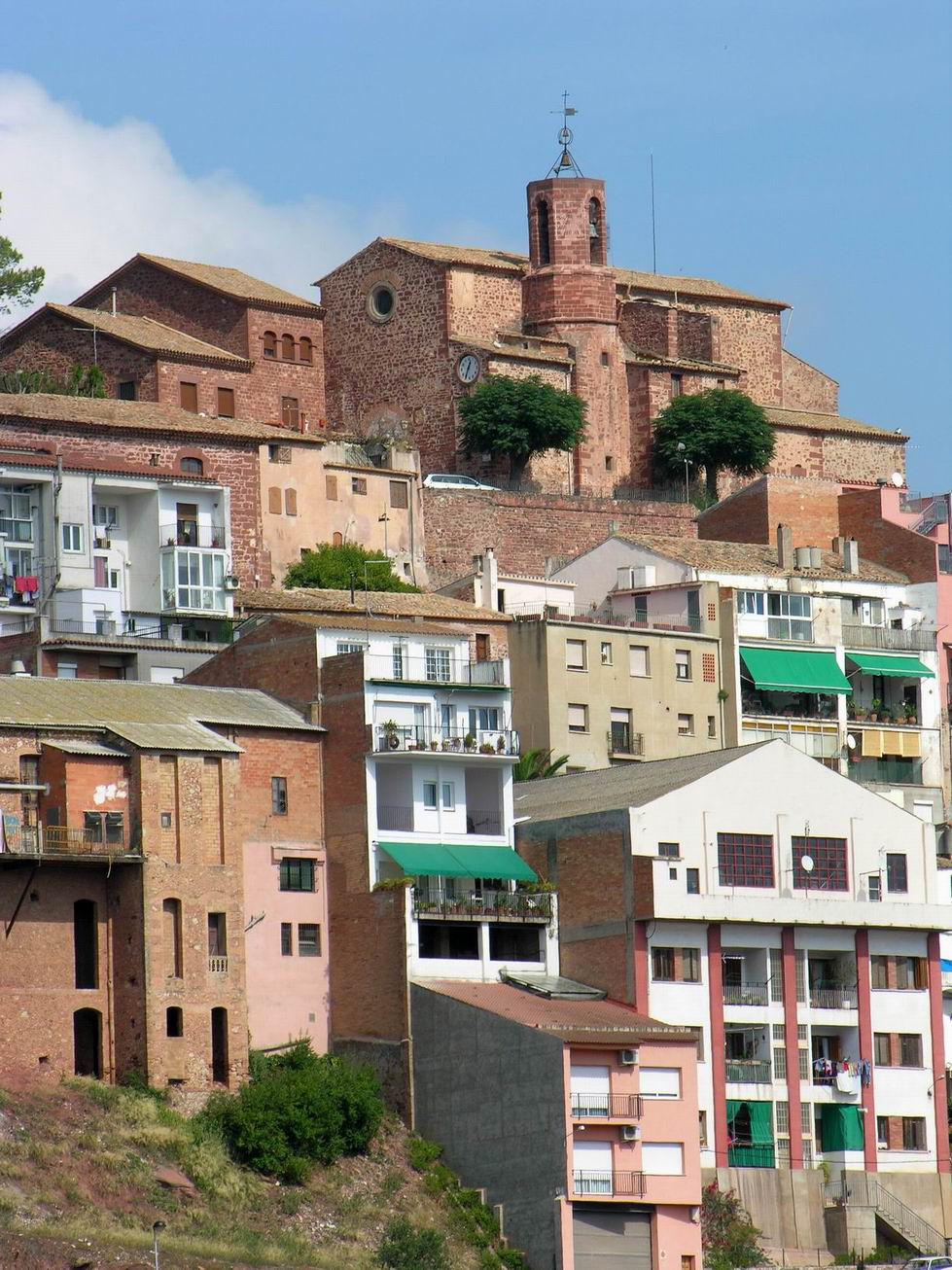
Vista de la part alta de Corbera

| 1983–1987   | Salvador Roig i Armengol                                                                              | CIU            | 28/05/1983        | --           |
| 1987–1991   | Enric Urgellés i Xancó                                                                                | CIU            | 30/06/1987        | --           |
| 1991–1995   | Enric Urgellés i Xancó                                                                                | CIU            | 15/06/1991        | --           |
| 1995–1999   | Pere Alegrí i Navarro                                                                                 | PSC            | 17/06/1995        | --           |
| 1999–2003   | Pere Alegrí Navarro (1999-2000) Tomàs Assens Palou (2000-2002) Rosa Boladeras Serraviñals (2002-2003) | PSC CUC PSC    | 03/07/1999        | --           |
| 2003–2007   | Rosa Boladeras i Serraviñals                                                                          | PSC            | 14/06/2003        | --           |
| 2007–2011   | Manel Ripoll Puertas (2007-2009) Josep Canals i Molina (2009-2011)                                    | CiU ERC        | 16/06/2007        | --           |
| 2011–2015   | Manel Ripoll Puertas (2011-2013) Rosa Boladeras i Serraviñals (2013-2015)                             | CIU PSC        | 11/06/2011        | --           |
| 2015–2019   | Montserrat Febrero Piera (2015-2017 i 2018-2019) Rosa Boladeras Serraviñals (2017-2018)               | ERC-AM PSC     | 13/06/2015        | --           |
| 2019-2023   | Montserrat Febrero Piera                                                                              | ERC-AM         | 15/06/2019        | --           |
| Des de 2023 | Rosa Boladeras i Serraviñals                                                                          | PSC            | 17/06/2023        | --           |

## Festes i tradicions
Un fet cabdal per Nadal són les representacions del Pessebre Vivent de Corbera de Llobregat, el primer Pessebre vivent de Catalunya que es representa ininterrompudament des del 1962 gràcies a l'associació Amics de Corbera. Les representacions tenen lloc a la Penya del Corb des del primer cap setmana de desembre fins al segon cap de setmana de gener.
Les Festes Majors de la vila se celebren per Sant Antoni Abat, 17 de gener, i per Santa Magdalena, 22 de juliol.